# Conqueror
De FV214 Conqueror, ook bekend als Tank, Heavy Gun No.1 120mm Conqueror was een Britse zware tank van na de Tweede Wereldoorlog.

## Ontwikkeling
In 1944 werd door English Electric een zware ondersteuningstank ontwikkeld als aanvulling op de middelzware A41 Centurion, de A45 Infantry Support Tank, met een voorzien gewicht van 55 ton. Het project moest een prototype opleveren in 1946, maar toen was de oorlog al voorbij. Er werd daarom besloten het onderzoek een plaats te geven in de ontwikkeling van de FV200 Universal Tank Series ("FV" staat voor Fighting Vehicle), een poging tot standaardisering van onderdelen van voertuigen in een bepaalde gewichtsklasse: gemechaniseerde artillerie (FV213), pantserinfanterievoertuig (FV212), bergingsvoertuig (FV215a), en drie gewichtsvarianten aan tanks die ook nog als vlammenwerper ombouwbaar moesten zijn. De A45 werd zo de FV201met een 83,4 mm kanon; de Centurion, waar het project eerst een zeer grote gelijkenis mee vertoonde, had toen nog een 76,2 mm kanon. Een eerste houten model op ware grootte kwam gereed in juli 1947 en het eerste prototype werd beproefd vanaf oktober dat jaar.
In 1949 kwam een nieuw onderzoek tot de conclusie dat een 83,4 mm kanon veel te zwak was om de Sovjet Jozef Stalin IS-3 zware tank te vernietigen en dat het weinig zin had een duur tankmodel naast de Centurion te ontwikkelen als er geen duidelijke verschillen waren. Daarom werd besloten een veel zwaardere tank te bouwen op basis van de FV 201, de FV214, bewapend met het Amerikaanse M58 120 mm kanon, die in de Britse versie de L1A1 zou gaan heten. Men zou de romp gebruiken van het oude project maar een heel nieuwe toren ontwerpen. Omdat dit nog wel even bleek te duren, werd in april 1952 een Centuriontoren op de romp gezet en zo was de FV221 Medium Gun Tank Caenarvon van zestig ton geboren, waarvan een kleine voorserie gemaakt werd. De beproevingen door het Fighting Vehicles Research and Development Establishment hiermee waren gunstig en het concurrerende FV4004 Conway project werd gestopt. In de zomer van 1955 werden de eerste exemplaren van de Mark 1 voorserie van twintig van de uiteindelijke versie afgeleverd, de FV214 Conqueror. De totale productie in twee varianten, de Mark 1 en de Mark 2, bedroeg 185 stuks en liep tot in 1959.

## Beschrijving

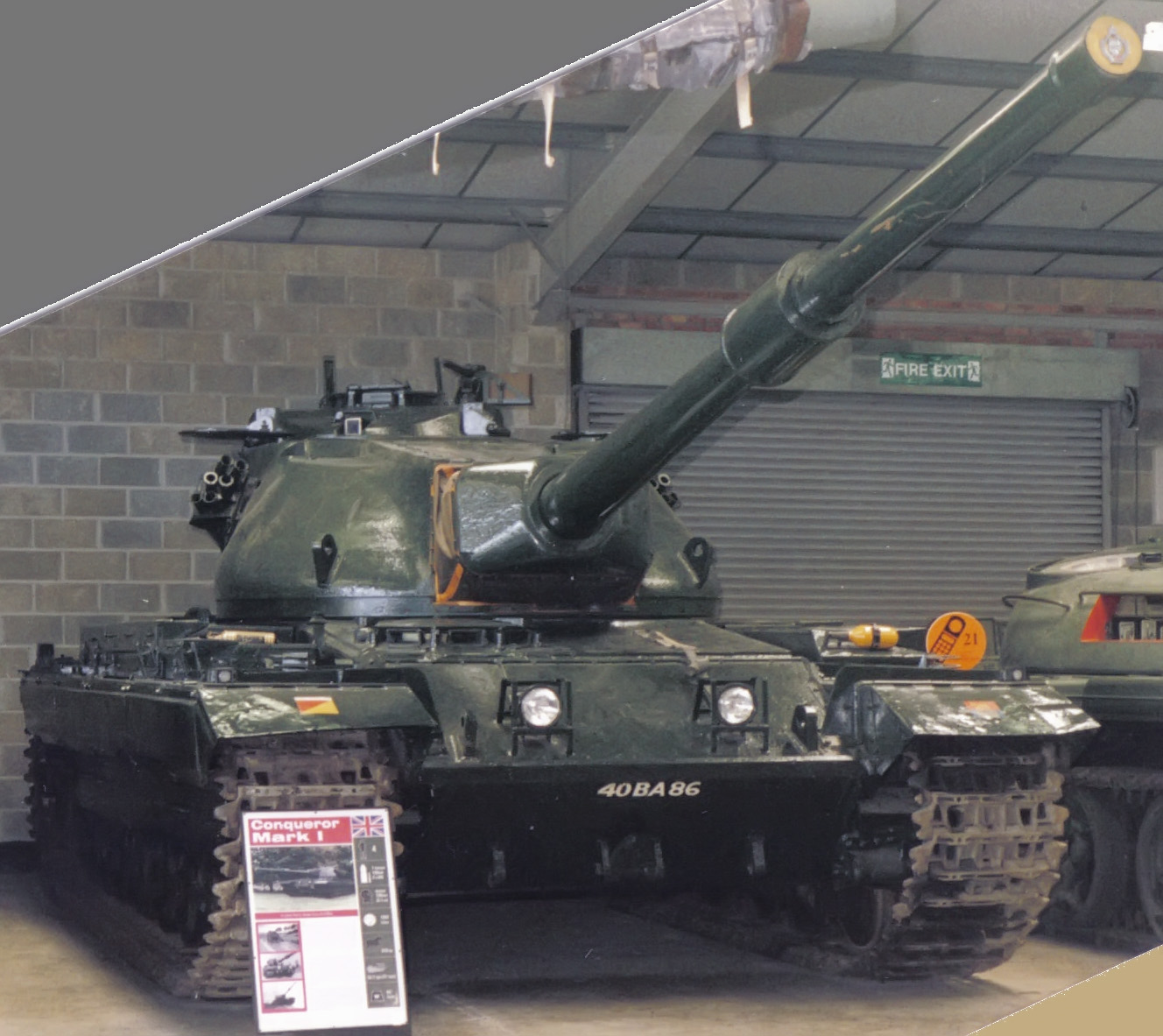
Conqueror Mark 1 in het Bovington Tank Museum

De romp van de Conqueror is lang, zeer breed (399 cm) en plat met vier paar vrij kleine loopwielen per zijde. De ophanging zonder schokbrekers gebruikt horizontale springveren en dit, gekoppeld aan een gewicht van 65 ton, maakt dat de opgevoerde Rolls Royce Meteor M120 motor van 810 pk het voertuig slechts met een snelheid van 34 km/u kan voortdrijven. Het grote gewicht wordt niet zozeer veroorzaakt door een zeer zwaar pantser want dat heeft aan de voorkant van de romp een dikte in het horizontale vlak van 260 mm, bij de toren 178 mm en de kanonmantel 203 mm, ongeveer evenveel als latere versterkte Centurions die toch slechts 51 ton wogen. Wel is het zijpantser van de romp met 110 mm relatief dik maar de grote massa is voornamelijk een gevolg van het grote te beschermen volume en dat was weer veroorzaakt door de gebrekkige wijze waarop het hele project tot stand gekomen was: in plaats van een bepaald kaliber kanon te kiezen en van daaruit de toren te ontwikkelen en die weer op een zo klein mogelijk chassis te plaatsen, had men eerst een naar moderne inzichten overdreven brede romp ontwikkeld en vulde die nu op met een passende en dus enorme toren. Deze toren is gegoten, vrij breed en loopt van achteren ver door. Zo wordt ruimte geschapen voor een commandopost in een uitsteeksel achteraan met bovenop een commandokoepeltje met daarin een zeer duur en gecompliceerd mechanisch vuurcontrolesysteem dat de commandant in staat stelt zelfstandig met een vizier doelen op te sporen, de afstand via driehoeksmeting met een tweede vizier te bepalen en het vizier van de schutter — inclusief de hele toren — dan op het doel te leggen terwijl zijn eigen koepeltje en stoel contraroteren, zodat de schutter de vuurcyclus kan afwerken terwijl de commandant in dezelfde richting het volgende doel zoekt. De commandant kan ook desgewenst zelf het L1 120 mm kanon afvuren en heeft ook nog een derde optisch vizier voor zijn 7,62 mm machinegeweer. Een tweede machinegeweer bevindt zich coxiaal naast het kanon; tijdens de ontwikkeling werd een oorspronkelijk rompmachinegeweer op een spatbord uiteindelijk achterwege gelaten. Dit vuurcontrolesysteem was voor zijn tijd zeer geavanceerd — de Centurion had zelfs helemaal geen optische afstandmeter — maar veel te complex en onderhoudsgevoelig; pas moderne tanks zouden door toepassing van elektronica een oplossing vinden voor dit probleem

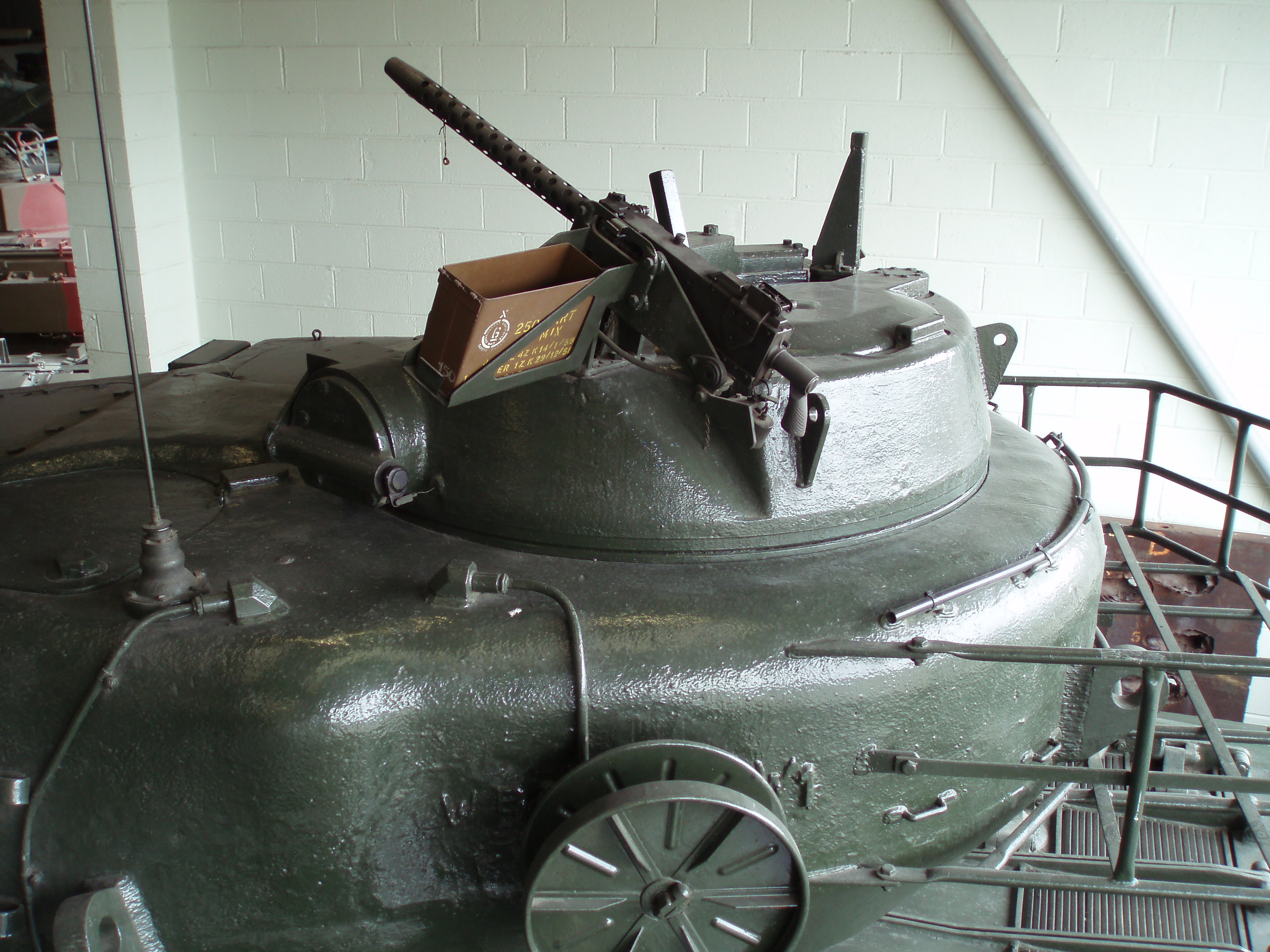
Het roterende commandokoepeltje

De toren heeft het voordeel dat hij pantsergranaten door zijn schuine vormgeving deed afketsen; diezelfde vormgeving zorgt er echter voor dat ondanks het zeer grote interne volume de lader vrij krap zat en het kanon slechts zeven graden kon dompen. De lader wordt geholpen door het feit dat bij de granaten drijflading en projectiel gescheiden waren, zoals later ook het geval zou zijn bij de Chieftain. De drijflading is niet als kardoes maar in een messinghuls verpakt, wat voordelen biedt qua veiligheid maar ook de mee te voeren munitiecapaciteit vermindert tot 36. Er is een speciaal automatisch uitwerpmechanisme om na ieder schot de huls buiten de toren te werken.
Het 120 mm kanon kon twee soorten granaten verschieten. Het oorspronkelijke Amerikaanse 120 mm kanon gebruikte een pantsergranaat met een doorslagvermogen van 221 mm bij een rechte inslag op 1000 meter. Ironisch genoeg was dat nauwelijks voldoende om op grotere afstand de IS-3 te vernietigen en zeker niet diens opvolger de T-10. Daarom ontwikkelden de Britten twee vernieuwde typen munitie. De eerste was een subkaliber APDS-granaat met een doorslagvermogen van 120 mm onder een pantserhoek van 60° op 900 meter afstand; de tweede een HESH met een squash head: een vervormbaar explosief dat een 165 mm dikke pantserplaat brak en dit door de vervormbaarheid vrijwel ongeacht de hoek waaronder die plaat geraakt werd, zodat de Sovjet zware tanks geen voordeel maar zelfs een nadeel hadden door de afgeschuinde vorm van hun pantser. Omdat de APDS nog steeds niet helemaal tevredenstelde werd een verbeterd type ontworpen met een doorslag van 446 mm op 1000 yard bij loodrechte inslag.
Het kanon is gestabiliseerd maar dat dient niet zoals bij moderne tanks om rijdend vuren mogelijk te maken. Het kanon is zo lang dat de enorme hefboomwerking het elevatiemechanisme dreigt te ontwrichten als het vrij op en neer kan bewegen. Daarom wordt bij het schakelen naar de tweede versnelling (boven de 2,5 km/u) automatisch de stabilisator geactiveerd. Die dempt de hefboomkrachten echter met een flinke vertraging (anders raakt het zelf overbelast) en zo staat het kanon eigenlijk nooit stil als de tank rijdt zodat rijdend vuren volkomen uitgesloten is. Men moet de tank volledig tot stilstand brengen om vuur af te geven.
De tank bleek mechanisch onbetrouwbaar te zijn en ook konden weinig bruggen zijn gewicht dragen. Hij is echter vrijwel net zo snel als de vrij slome Centurion. Een brandstoftank van 221 gallon zorgt voor een matig rijbereik van 150 kilometer.

## Operationele Geschiedenis
De Conquerors waren bestemd voor het BAOR (British Army of the Rhine) in Duitsland. Het bleek nog niet eenvoudig ze daarheen te brengen want de Britse spoorwegen weigerden het transport wegens de breedte van de romp. Het vervoer moest dus eerst per oplegger via de speciale Thornycroft Mighty Antar Tanktransporter. De continentale spoorwegen zagen geen onoverkomelijke bezwaren.
De Conquerors werden in Duitsland vanaf 1959 per negen ingezet om een Centurionregiment te versterken en vuurdekking te geven. Het aantal van negen was gekozen om ieder peloton Centurions zijn eigen Conqueror toe te delen. Omdat de Conqueror ongeveer even (weinig) mobiel was als de lichtere tank, leverde dat tactisch geen problemen op. Een andere mogelijkheid was volgens de instructies het formeren van een Conquerorpeloton van drie per eskadron of het scheppen van een vierde aparte eskadron voor de zware tanks, als achter te houden "schokreserve".
Het gebruiken van twee typen tank in één eenheid leidde natuurlijk tot enorme logistieke problemen en een ernstige vergroting van de onderhoudslast. Voor de bemanningen was het ook erg wennen dat het directe contact tussen commandant en schutter weg was — bevelen werden desnoods informeel gegeven door een schop in de rug — en nu geheel "gemechaniseerd" moest geschieden.
Door de geringe maximale domping van het kanon was moeilijk om goede rompgedekte posities op hellingen te vinden. Ook het ontbreken van een brisantgranaat werd als een bezwaar gezien. Het grotere effectieve bereik van het 120 mm kanon vergeleken met de 83,4 mm "twintigponder", dat de Stalintank (zelf zonder afstandsmeter) kon uitschakelen voordat die gevaarlijk kon worden, compenseerde voor die tekortkomingen. Daarbij werd in 1956 duidelijk dat het 83,4 mm kanon ook het pantser van de nieuwere T-54 middelzware tank niet goed kon doorslaan. Omdat echter de Centurion in reactie hierop vanaf hetzelfde jaar dat de Conqueror werd geïntroduceerd met een 105 mm kanon werd uitgerust dat met verbeterde munitie zelfs een superieur doorslagvermogen had ten opzichte van het 120 mm kanon, werden de Conquerors tot 1966 langzaam uitgefaseerd, ook omdat de Sovjets gestopt waren met de productie van zware tanks. De Amerikaanse zware M103 tank had dezelfde functie — en problemen — als de Conqueror.
De afgedankte Conquerors werden bestemd tot schietdoel terwijl één Mark 1 werd tentoongesteld in het Engelse Bovington Tank Museum als het "laatste exemplaar"; midden jaren zeventig bleek men echter nog een heel voorraadje over te hebben en die tanks zijn toen bij kazernes als monument neergezet of geschonken aan musea en verzamelingen, waaronder een nog rijklare Mark 2 in het Imperial War Museum te Duxford, een voertuig in het Musée des Blindés te Saumur en een exemplaar in het Koninklijk Museum van het Leger en de Krijgsgeschiedenis te Brussel. In Bovington bevindt zich ook nog een Conquerorromp die jarenlang als sloopvoertuig was gebruikt, met bovenop een betonnen schijf in plaats van de toren.

## Versies en Projecten

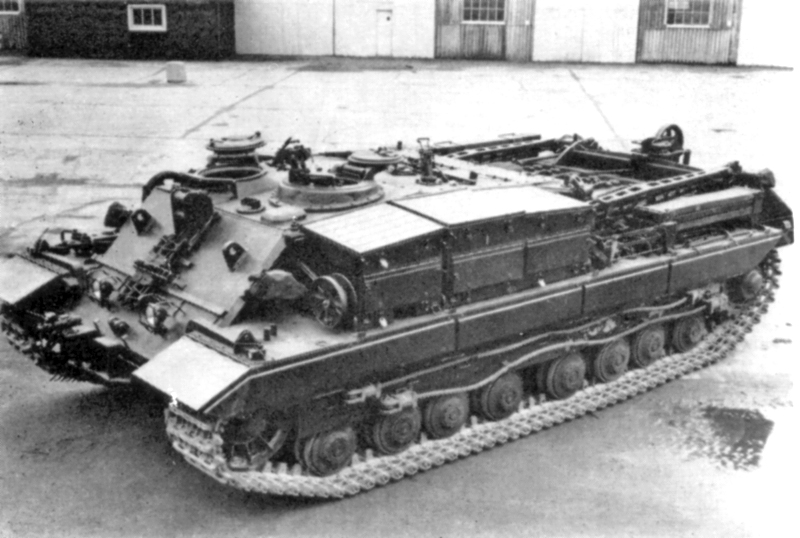
FV 222 ARV Mark 2

De Mark 2 was de hoofdversie voor de "massaproductie" van 165. De rompplaten werden hier op een betere manier aan elkaar gelast; de chauffeur had maar één episcoop in plaats van drie; de geluiddempers waren verwijderd en er was een munitielaadluik aangebracht in de linkerzijde van de romp.
Omdat het type zo onbetrouwbaar was en eigenlijk te zwaar voor de normale bergingsvoertuigen, werd een achttal rompen gebruikt voor de FV 219 ARV bergingstank. Later werden er twintig van het gewijzigde type FV 222 ARV Mark 2 gebouwd met een verhoogde romp waarbij het chauffeurscompartiment en de hoofdwerkruimte waren samengevoegd.
Omdat het 120 mm kanon te zwak was tegen de te verwachten nieuwste Sovjettanks, deed men begin jaren vijftig onderzoek naar de FV 215b, een gemechaniseerd geschut op basis van de Conquerorromp, een tankjager met een gigantisch 183 mm kanon.
De volledige lijst van de Universal Tank projecten is:
- FV201 Universal Tank, aanduiding veranderd in Heavy Gun Tank 120 Conqueror
- FV202 AVR(T)
- FV203 AVR(L)
- FV204 Universal Flail
- FV205 SP Medium Anti-Tank
- FV206 SP Medium Artillery
- FV207 SP Heavy Artillery
- FV208 Universal Brigelayer
- FV209 Universal ARV
- FV210 Heavy Artillery Tractor
- FV211 Medium Artillery Tractor
- FV212 Assault Personnel Carrier
- FV213 SP Medium Artillery
- FV214 Conqueror Heavy Gun Tank
- FV215a Heavy AVRE
- FV215b Heavy Anti-Tank
- FV216 Mine Flail
- FV217 SP 120 Medium Anti-Tank
- FV219 ARV Mark I
- FV221 Medium Gun Tank Caernarvon
- FV222 ARV Mark II
- FV223 ARK